# Guerra Rus'-bizantina (907)
La guerra Rus'–bizantina del 907 è stata, secondo la Cronaca degli anni passati, il più grande successo militare della Rus' di Kiev nei confronti dell'Impero bizantino, legato al nome del principe Oleg di Kiev. Paradossalmente, questo conflitto non è menzionato in alcuna delle fonti greche.

## Resoconto della Cronaca degli anni passati
La Cronaca del monaco Nestore descrive questa razzia del 907 con particolare dettaglio. La memoria della campagna sembra essere stata trasmessa oralmente per molte generazioni nell'ambito della Rus' di Kiev. Questo potrebbe aver portato all'abbondanza di fatti più legati al folclore che alla storia.
Viene raccontato, come prima cosa, che degli inviati bizantini tentarono di avvelenare Oleg prima che potesse avvicinarsi a Costantinopoli. Il capo Rus', noto per i suoi poteri di oracolo, si rifiutò di bere dalla coppa avvelenata.
Dopo che la sua nave fu scortata dalle mura di Costantinopoli, egli trovò le porte della città chiuse e l'entrata nel Bosforo serrata con catene di ferro. A questo punto Oleg ricorse ad un sotterfugio: attraccò sulle coste e fece montare le ruote a duemila piccole imbarcazioni. Dopo aver trasformato le navi in veicoli, le guidò fino alle mura di Costantinopoli, limitandosi poi ad appendere il proprio scudo alle porte della capitale imperiale.
La minaccia a Costantinopoli fu evitata da negoziati di pace che si risolsero in un trattato commerciale russo-bizantino. In base al trattato, i bizantini pagarono un tributo di dodici grivnie per ogni nave Rus'.

## Giudizio storiografico
Il fatto che la campagna di Oleg non sia stata inventata è dimostrato dal testo del trattato di pace incorporato nella Cronaca degli anni passati, con ogni probabilità autentico. Gli studiosi contemporanei tendono a spiegare l'assenza dell'episodio nelle fonti greche come conseguenza della cronologia imprecisa della Cronaca degli anni passati.
Secondo alcuni storici, l'attacco avvenne nel 904, quando i bizantini erano in guerra con Leone di Tripoli.
Un'ipotesi più plausibile è stata avanzata da Boris Rybakov e Lev Nikolaevič Gumilëv: il racconto della campagna si riferisce all'assedio di Costantinopoli dell'860, erroneamente descritto nelle fonti slave come fallimento della Rus' di Kiev.
Nonostante i numerosi conflitti militari, le relazioni tra Rus' e Bizantini sembrano essere state in gran parte pacifiche. La prima cristianizzazione dei Rus' è ricordata dal patriarca Fozio di Costantinopoli attorno all'860. In una delle sue lettere, il patriarca Nicola I Mistico minacciò di scatenare un'invasione russa della Bulgaria: gli storici deducono da ciò che i bizantini fossero in grado di manipolare i Rus' già al tempo di Oleg per i propri fini politici.
Inoltre, un gran numero di Rus' entrò al servizio dell'imperatore, partecipando alle spedizioni navali bizantine per tutto il X secolo. Uno squadrone di 700 mercenari rus', per esempio, partecipò alla spedizione di Creta nel 902. Un'unità di 415 Variaghi fu coinvolta nella spedizione italiana del 936, così come tredici anni dopo, altri 629 ne salparono su nove vascelli per accompagnare i Greci in una loro spedizione contro Creta.